# Рашид (месторождение)
Рашид (англ. Rashid) — нефтегазоконденсатное месторождение на шельфе ОАЭ. Открыто в 1973 году. Плотность нефти составляет 0,8398-0,8498 г/см3 или 38° API. Начальные запасы нефти составляют 200 млн тонн, а газа — 100 млрд м³.
Оператором месторождении является дубайская нефтяная компания Dubai Petroleum Establishment.